# 綾瀬ティアラ
綾瀬 ティアラ（あやせ てぃあら、1991年3月3日 - ）は、日本の元AV女優、元グラビアアイドル。

## 略歴・人物
2009年9月にAVデビュー。2012年12月15日より、黒崎セシルとして活動していくことをブログで発表した。

## 出演作品

### アダルトビデオ
2009年
- 元・女子校生ダンスユニット「ハー●●ーン」メンバー 着エロアイドルAVデビュー!! （9月21日、h.m.p） ※デビュー作
- 乱交×レイプ×妄想セックス （10月21日、h.m.p）
- Venus Festa 4メーカー専属女優・夢の大乱交スペシャル!! （11月6日、アリスJAPAN）[2]
- ノーパンメイド☆お仕置き調教FUCK!! （11月21日、h.m.p）
- 元・芸能人 私、レイプされる…。 （12月21日、h.m.p）

2010年
- 元・芸能人 綾瀬ティアラのどっきりカメラ 大乱交 （1月21日、h.m.p）
- 100％ 綾瀬ティアラ BEST 4時間 Vol.1 （4月21日、ビデオバンク）
- Can College 全国現役女子大生図鑑 EVO-136 （6月11日、PRESTIGE）
- 秘書in… （8月15日、ドリームチケット）
- 美人学園長レイプ 助けて、お父様…。（9月7日、アタッカーズ）
- おさな妻 愛液まみれの義母奴隷（10月7日、アタッカーズ）
- AV女優 兼 現役看護師 綾瀬ティアラちゃん アポ無しMM号が勤務先へイク！(10月21日、SODクリエイト）
- キチクリンカン92（11月7日、アタッカーズ）
- これが限界ギリギリ露出街中潮吹き アクメ自転車がイクッ！！ アクメ第8形態（11月18日、SODクリエイト）

2011年
- これが限界ギリギリ露出街中潮吹き アクメ自転車がイクッ！！ アクメ第8形態(2011年1月15日)
- 夫に内緒で義父の歪んだ肉欲に仕込まれる若妻（3月19日、ヒビノ）
- 元グラビアアイドル初裏デビュー！」(2011年12月23日)

2012年
- 田舎のクラス１（いち）目立たなかった地味な同級生が都会から帰ってきたら、誰もが振り返るほどの超ギャルになっていた!!思い切って手を出してみたら、実はドスケベで… (1月19日)
- キャットウォーク ポイズン 51 : 綾瀬ティアラ(1月29日)
- キャットウォーク ポイズン 58 : 綾瀬ティアラ(2月4日)
- TOKYO-247 - 340 綾瀬ティアラ(2月6日)
- S Model DV 03 : 綾瀬ティアラ(3月2日)
- 綾瀬ﾃｨｱﾗ東熱ガチ中出し(3月2日)
- 哀・姉妹 青山ローラ 綾瀬ティアラ_(3月7日)
- 綾瀬ティアラ東熱42発葬(4月7日)
- 綾瀬ティアラ – ヒロイン凌辱要塞　究極マシンレイプ　キューテ(5月14日)
- ホームパーティー(5月17日)
- 第1回ギャルソンAV企画グランプリノミネート作品 SEXバカ一代〜先祖代々、SEXに情熱を捧げ続ける一族がいた〜（7月5日、GARCON）

2013年
- お受験ママの裏取引(2013年6月13日)
- おしゃぶり予備校42 黒崎セシル(2013年8月14日)
- これが限界ギリギリ露出街中潮吹き アクメ自転車がイクッ！！ ア(2013年8月22日)
- 定時後放漫ドスケベ倶楽部〜淫乱OLの日頃の愉しみ〜(2013年8月29日)
- 全裸de登校日(2013年8月29日)
- 全裸de登校日 Part.2(2013年10月3日)
- 全裸de登校日 Part.3(2013年11月21日)

2014年
- 愛は時をこえて(2014年1月9日)
- 117分間ノンストップ撮影、ノーカット編集で生中出し26連発に長時(2014年1月12日)
- あんたの夢をハメたろか(2014年1月29日)
- おしゃぶり予備校42 黒崎セシル(2014年5月6日)

### イメージビデオ
- 初裸 02（2009年10月15日、グラーツコーポレーション）